# Conirrostro
Conirrostro, del latín conus (cono) y rostrum (pico), es un término usado en zoología con el que se designan a las aves de pico cónico, corto y robusto, como el gorrión, siendo en su mayoría especies granívoras.
Antiguamente, los conirrostros eran un suborden que incluía a los pájaros de estas características, no usado actualmente por la zoología.